# ستاری جکوو
ستاری جکوو (به لهستانی:  Stary Dzików) یک روستا در لهستان است که در گمینا ستار جکوو واقع شده‌است. ستاری جکوو ۱٬۳۲۰ نفر جمعیت دارد.